# Grad Frankenstein
Grad Frankenstein (nemško Schloss Frankenstein) je srednjeveški grad v obliki grajskega dvorca, ki se nahaja severozahodno od Velikovca na vzhodnem pobočju Frankenberga. v skalni jami nad vzhodnim bregom rečice Krke na avstrijskem Koroškem.  Srednjeveški utrjen grad je bil  v drugi polovici 16. stoletja opuščen, in na njegovem mestu pozidan okoli leta 1572 renesančni grajski dvorec. 

## Zgodovina
Sedanji grad Frankenstein je imel na istem mestu za predhodnika utrjen grad (burg), ki se v pisnem dokumentu prvič omenja leta 1193. Njegovo ime izhaja iz dejstva, da se nahaja na območju, kjer so se naselili Franki  v 9.-10. stoletju, čeprav so celotno okolico Koroške poselili karantanski Slovani. Frankenstein je v 14. stoletju spadal pod gospostvo Rinek (Rheinegg). Leta 1368 se omenja kot sodišče. Domneva se, da je takrat pripadal Šenkom z Ostrovice, ki so imeli gospostvo Rinek v fevdu od koroških vojvod. Po izumrtju Šenkov Ostroviških gospodov leta 1507 je tudi Frankenstein prišel v last gospodov Ravbarjev iz Gornjih Trušenj. Ravberji so gospostvo združili s svojo posestjo v sosednjem gospostvu Zgornje Trušnje. Že od leta 1572 do 1589 je bil grad v lasti družine Reinwald iz Gmünda na Zgornjem Koroškem. Sedanji renesančni grad je verjetno zgradil Wolf Dietrich Reinwald. Njegova vnukinja Marija Sofija baronica Reinwald Frankensteinska se je poročila z Jurijem Krištofom II. Himmelberškim. Rod Himmelberških je v naslednji generaciji izumrl po moški liniji. Posest je nasledila Marija Regina Himmelberška, ki se je poročila z vitezom Adamom Seyfriedom Grotteneggom. Ta družina je gospostvo Frankenstein prodala družini Ramschüssel. Franc Rajmund baron Ramschüssel je zgradbo razširil in zgradil veliko gospodarsko poslopje. Leta 1718 je umrl zadnji lastnik iz te družine Paris-Ignaz baron Ramschüssel. Kot lastniki posesti so mu sledili gospodje Schluga. Napoleonove čete so v času francoskih vojn grad požgale . V 19. in 20. stoletju so prevladovali večinoma kmečki lastniki, ki so imeli posestvo pogosto le nekaj let, saj ga je bilo težko gospodarno upravljati. Tako je grad z gospostvom prišel na dražbo leta 1838, na kateri ga je kupila Neža Novak. Leta 1902 je Franz Schmid iz Schmidsfelsena na kratko prevzel to posest. 
Trenutno je grad v zasebni lasti. Je naseljen in se uporablja za kmetijstvo. Današnja zgradba je bolj podobna dvorcu ali veliki kmetiji kot pa reprezentativnemu gradu. Gre za dvonadstropno stavbo iz 17. stoletja. Jugovzhodni del zgradbe je poznobaročni. Grad je pogorel leta 1797,  in bil nekoliko preprosto obnovljen. 